# Trận Trường Bản
Trận Trường Bản là trận đánh diễn ra năm 208 thời Tam Quốc trong lịch sử Trung Quốc, giữa hai thế lực quân phiệt Lưu Bị và Tào Tháo. Trận đánh cũng được đề cập trong tiểu thuyết Tam Quốc diễn nghĩa của La Quán Trung.

## Hoàn cảnh và nguyên nhân
Năm 208, chiến tranh quân phiệt thời Tam Quốc rẽ sang một trang mới. Tào Tháo đã tiêu diệt xong các thế lực quân phiệt phương bắc mà trong đó lớn nhất là Viên Thiệu, hoàn toàn làm chủ phương bắc, nắm trong tay 8 trong số 13 châu lớn trên toàn quốc (8 châu đã có là Tư Lệ, Duyện, Dự, Từ, Thanh, U, Tinh, Ký; 5 châu còn lại là Dương, Kinh, Giao, Ích, Lương).
Để tiếp tục mở rộng thế lực, tiêu diệt các thế lực cát cứ còn lại, Tào Tháo tiến hành nam chinh. Mục tiêu đầu tiên ở phương nam của Tào Tháo là Kinh châu (荊州), vùng đất có ý nghĩa chiến lược, nằm giữa các châu Ích (đất cát cứ của Lưu Chương và Trương Lỗ), Dương (của Tôn Quyền). Kinh châu hiện nằm trong tay Lưu Biểu, vị Châu mục đã 66 tuổi. Bên cạnh Lưu Biểu còn có Lưu Bị - đối thủ chính trị bị Tào Tháo đánh bại ở phương bắc chạy về nương nhờ, được giao trấn thủ ở địa đầu Tân Dã (新野). Diệt Kinh châu đồng nghĩa với việc cùng lúc diệt 2 họ Lưu, làm bàn đạp tấn công sang Giang Đông – vùng đất hiểm trở của họ Tôn, lực lượng đáng kể nhất trong các chư hầu còn lại.
Ở phía nam, chính Tôn Quyền cũng nhận thức rõ vị trí chiến lược của Kinh châu và cũng đã nhiều lần phát động chiến tranh sang phía tây chống Lưu Biểu, danh nghĩa bên ngoài là báo thù cho cái chết của cha (Tôn Kiên) năm 191, nhưng trên thực tế là để chiếm lấy Kinh châu làm chỗ tranh hùng thiên hạ. Việc chiếm lấy Kinh châu nằm trong sách lược lâu dài mà những người phò trợ đắc lực cho họ Tôn như Lỗ Túc, Cam Ninh đã vạch ra từ trước. Ngay tại Kinh châu, Lưu Bị nương nhờ Lưu Biểu cũng mang chí lớn tranh thiên hạ, và chiếm Kinh châu cũng chính là mục tiêu đầu tiên mà mưu sĩ Gia Cát Lượng vạch ra tại Long Trung đối sách cho Lưu Bị.
Sau 2 cuộc đụng độ năm 203 và 207, sang năm 208, Tôn Quyền phát động đánh quận Giang Hạ thuộc Kinh châu lần thứ 3. Lần này quân Giang Đông thắng lớn, giết được thái thú Hoàng Tổ của Lưu Biểu. Lưu Biểu vội điều quân ra cứu, giữ được Giang Hạ (江夏) rồi cử con lớn Lưu Kỳ ra trấn thủ.
Chiến thắng của Tôn Quyền tuy chưa giúp thế lực họ Tôn tiến sang Kinh châu nhưng khiến Tào Tháo thấy lo ngại và phải gấp rút hành động để nhanh tay giành lấy vùng đất chiến lược. Vì vậy ngay trong năm 208, Tào Tháo quyết định xuất quân nam chinh.

## Sự chuẩn bị của Tào Tháo
Sau khi diệt họ Viên chiếm Ký châu, Tào Tháo lấy trung tâm Ký châu là Nghiệp Thành làm căn cứ mới. Ông để Tuân Úc trấn thủ Hứa Xương ở bên cạnh Hán Hiến Đế. Để chuẩn bị nam chinh, Tào Tháo thu xếp về chính trị trước. Ông bãi bỏ chức Tam công nhà Hán, lập lại chức thừa tướng và Ngự sử đại phu, và tự phong mình làm thừa tướng, nắm trọn đại quyền.
Về quân sự, ông sai Trương Liêu ra trấn thủ Trường Xã, Nhạc Tiến đóng quân ở Dương Địch để bảo vệ Hứa Xương. Tào Tháo còn vỗ về Hàn Toại và Mã Đằng, triệu Mã Đằng vào Nghiệp Thành, tiến cử lên Hán Hiến Đế phong làm Vệ úy, thực chất là giam lỏng để ngăn ngừa biến loạn từ phía tây.
Tháng 7 năm 208, Tào Tháo khởi 20 vạn quân từ Nghiệp Thành tấn công xuống phía nam. Trước khi đi, ông viết thư về Hứa Xương hỏi kế Tuân Úc. Tuân Úc khuyên ông áp dụng chiến thuật đánh nhanh thắng nhanh, ra quân từ Uyển Thành, cùng lúc cho quân khinh kỵ xuất phát từ huyện Nhiếp, đánh bất ngờ. Tào Tháo hiểu ra 2 mục tiêu trọng yếu của Kinh châu là thủ phủ Tương Dương nơi Lưu Biểu đang ở và Giang Lăng là nơi chứa vũ khí lương thảo, vì vậy đã nghe theo kế của Tuân Úc, áp dụng chiến thuật này trong chiến dịch.

## Diễn biến

### Lưu Bị rút chạy đến Tương Dương
Tháng 8 năm 208, Lưu Biểu qua đời giữa lúc quân Tào đang áp sát Kinh châu. Thấy quân Tào lại gần, Lưu Bị vẫn chưa biết Lưu Biểu đã chết, vội bỏ Tân Dã (新野) rút về Phàn Thành, lệnh cho toàn quân chuẩn bị chiến đấu và sai sứ cấp báo về Tương Dương cho Lưu Biểu, nhưng đợi mãi vẫn không thấy phản hồi từ Tương Dương (襄阳).
Con út Lưu Biểu là Lưu Tông được lập lên kế vị làm Châu mục Kinh châu. Theo lời khuyên của Sái Mạo, Khoái Việt và Phó Huấn, Lưu Tông quyết định đầu hàng Tào Tháo, nhưng không dám báo ý định này cho Lưu Bị biết. Tào Tháo tiếp nhận thư hàng của Lưu Tông, liền thúc quân tiến vào Uyển Thành thuộc quận Nam Dương. Lúc đó Lưu Tông mới sai Tống Trung sang Phàn Thành báo cho Lưu Bị biết.
Tam Quốc diễn nghĩa kể rằng Lưu Tông sai Tống Trung đi dâng thư hàng lên Tào Tháo, nửa đường Tống Trung bị Quan Vũ bắt được
Nghe lệnh của Lưu Tông bắt mình phải cùng hàng Tào Tháo, Lưu Bị kinh ngạc và tức giận, quát đuổi Tống Trung. Biết mình không thể lấy lực lượng nhỏ ở Phàn Thành để chống đại quân Tào, Lưu Bị cùng Gia Cát Lượng, Từ Thứ dẫn các tướng sĩ bỏ chạy về phía nam. Quân Lưu Bị chia làm 2 đường:
1. Cánh quân thủy 1 vạn người do Quan Vũ chỉ huy, rút về Giang Hạ để hợp binh với Lưu Kỳ (cũng có 1 vạn quân) đang trấn thủ tại đây
2. Cánh quân bộ do Lưu Bị đi cùng Gia Cát Lượng, Từ Thứ, Triệu Vân, Trương Phi và đại bộ phận các tướng văn võ, qua Tương Hà định đi tới chỗ hiểm yếu Giang Lăng là nơi chứa lương thực và vũ khí của Kinh châu. Hơn 10 vạn dân Kinh châu không muốn hàng Tào Tháo cũng đi theo đoàn quân bộ của Lưu Bị. Các sử gia lý giải điều này vì 2 nguyên nhân: một vì Lưu Bị có tiếng là người nhân nghĩa bác ái Kinh châu, hai vì Tào Tháo trong quá khứ từng tàn sát dân Từ châu và 8 vạn hàng binh Viên Thiệu trong trận Quan Độ

Tam Quốc diễn nghĩa kể rằng Gia Cát Lượng bắt đầu trổ tài dùng binh, đánh bại quân Tào 2 trận ở Bác Vọng và Tân Dã. Trận Bác Vọng đốt quân Hạ Hầu Đôn, thất bại của Đôn mới khiến Tào Tháo mang đại quân nam chinh. Trận Tân Dã đánh quân Tào Tháo cũng dùng lửa. Cả hai trận này đều hư cấu: trận Bác Vọng do Lưu Bị đánh năm 204, trận Tân Dã không có thật.
Tam Quốc diễn nghĩa còn hư cấu việc Từ Thứ ra đi mới tiến cử Gia Cát Lượng. Thực tế hai người cùng cộng sự dưới trướng Lưu Bị trong nửa năm.
Theo Tam Quốc chí, Tiên chủ truyện, khi đi ngang qua Tương Dương, nhiều quan lại và dân chúng tìm đến theo Lưu Bị. Gia Cát Lượng bèn khuyên ông đánh úp Tương Dương, chắc chắn Lưu Tông sẽ không chống đỡ nổi, nhưng ông không nghe theo, chỉ nói vọng vào thành mấy câu trách Lưu Tông rồi tiếp tục đi về phía nam.

### Cuộc chạy đua đến Giang Lăng
Lúc đó quân tiên phong của Tào Tháo đã tiến vào Tân Dã. Nhiều nhân sĩ, thủ hạ cũ của Lưu Biểu không muốn theo Lưu Tông hàng Tào Tháo, liền bỏ Tương Dương mang gia quyến đi theo Lưu Bị. Hàng vạn dân Kinh châu ở khu vực Tương Dương cũng sợ bị Tào Tháo tàn sát nên bỏ Lưu Tông theo Lưu Bị, vì vậy số người đi theo ông về phía nam lên tới hơn chục vạn, với hàng ngàn cỗ xe.
Nghe theo kế của Tuân Úc, Tào Tháo mang quân khinh kỵ, bỏ hết trang bị nặng, tiến thẳng tới thủ phủ Tương Dương để tiếp nhận Lưu Tông đầu hàng nhằm nhanh chóng thâu tóm Kinh châu. Trung tuần tháng 9, Tào Tháo tiến đến Tương Dương, lại nghe tin Lưu Bị đã đi Giang Lăng (江陵), sợ họ Lưu sẽ tranh mất nơi chứa lương thảo và vũ khí, nên ông vội lấy 5000 quân tinh nhuệ, sai em họ là Tào Thuần cùng hàng tướng Văn Sính chỉ huy cùng đi, cấp tốc đuổi theo, mỗi ngày đêm đi được 300 dặm.
Lưu Bị dẫn đám đông quân lẫn với dân, chạy loạn rất lộn xộn, không thành hàng ngũ, lại không thể đi nhanh dù biết Tào Tháo đang truy kích. Mỗi ngày đoàn quân của ông chỉ đi được hơn 10 dặm. Phía trước còn 300 dặm đường mới tới Giang Lăng, tức là mất 1 tháng nữa. Lưu Bị lo lắng phải bố trí lại lực lượng, sai Trương Phi mang 2000 quân mã chặn hậu, Triệu Vân dẫn vài trăm quân hộ vệ gia quyến; còn ông cùng Gia Cát Lượng và Từ Thứ dẫn quân chủ lực bảo vệ dân tị nạn.
Có người khuyên Lưu Bị dẫn quân khinh kỵ đi trước tới Giang Lăng, nhưng ông nhất định không bỏ dân chúng, cho rằng muốn làm việc lớn phải lấy dân làm gốc.

### Giao tranh tại Đương Dương - Trường Bản

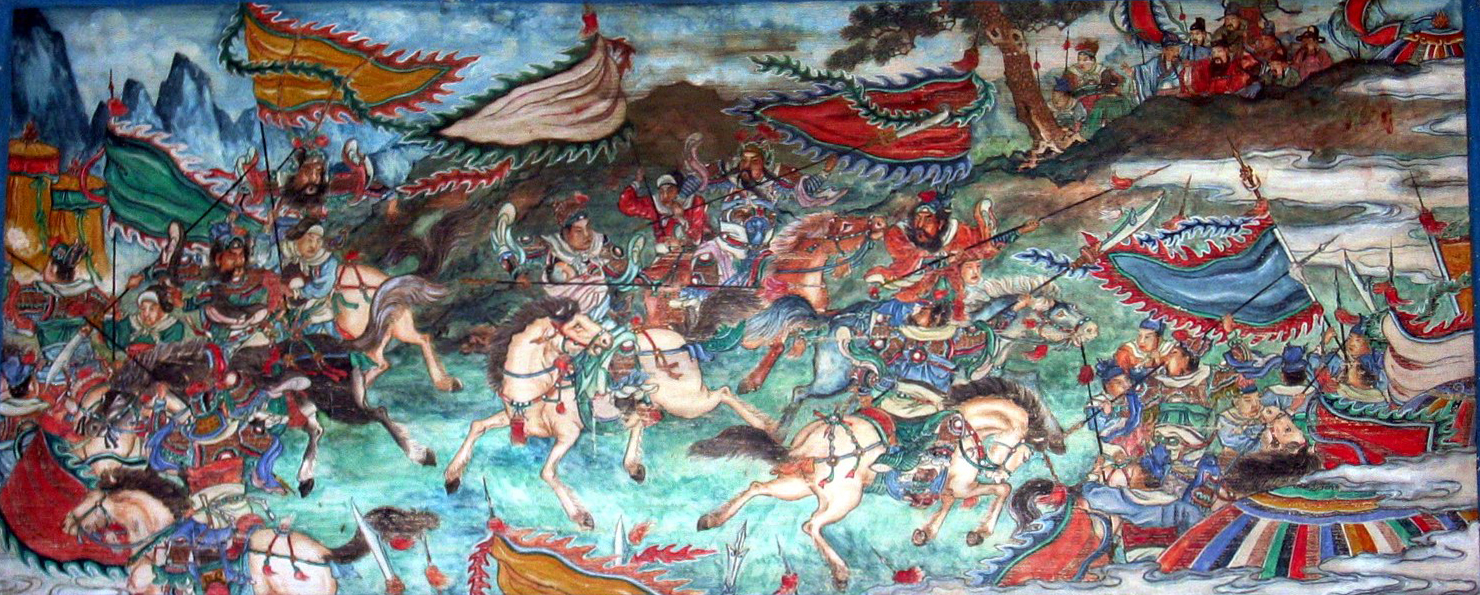
Triệu Vân trong trận Trường Bản

Tào Tháo cùng Tào Thuần thúc quân khinh kỵ ngày đêm đuổi riết. Khi Lưu Bị đi tới Trường Bản thì quân Tào đuổi tới nơi, đụng độ với hậu đội của Lưu Bị do Trương Phi chỉ huy. Kị binh quân Tào mạnh mẽ, đánh tan hậu đội của Trương Phi rồi tấn công vào quân chủ lực của Lưu Bị cùng dân chúng.
Quân Lưu Bị tuy đông hơn quân Tào, nhưng chủ yếu là bộ binh, lại phải phân tán khắp nơi để hộ tống người dân nên không thể tổ chức thành đội ngũ chỉnh tề để nghênh chiến, khi bị kị binh Tào Tháo tấn công dữ dội đã nhanh chóng tan vỡ. Lưu Bị cùng Gia Cát Lượng, Từ Thứ, Trương Phi và mấy chục khinh kỵ phải bỏ chạy, để lại toàn bộ quân trang nặng, gia quyến và dân chúng.
Quân Lưu Bị chạy tan tác mỗi người một nơi. Lưu Bị lạc mất Triệu Vân, nhiều người nói Triệu Vân đã bỏ sang hàng Tào nhưng Lưu Bị một mực tin tưởng Triệu Vân trung thành với mình. Ông sai Trương Phi mang 20 kỵ binh đi chặn hậu, ngăn cản quân Tào. Trương Phi đợi Lưu Bị cùng những người đi kịp sang sông rồi đứng lên chặn ở đầu cầu Trường Bản.
Trong lúc đó Triệu Vân cầm cánh quân hộ tống gia quyến Lưu Bị cũng bị quân Tào đánh tan, bèn lệnh cho những người còn lại rút về nam theo Lưu Bị, còn một mình tự xông pha trận địa để tìm gia quyến Lưu Bị.
Em họ Tào Tháo là Tào Thuần thống lĩnh quân Hổ báo kỵ truy kích Lưu Bị ở Trường Bản, bắt được gia quyến Lưu Bị, trong đó có 2 phu nhân. Các sử gia xác định rất có thể trong đó có Cam phu nhân, nhưng ngay sau đó trong quá trình quân Tào áp giải chưa về tới trại Tào thì Triệu Vân đột kích vòng vây đánh tới nơi. Cam phu nhân và A Đẩu được Triệu Vân giải cứu, đưa thoát ra ngoài, trở về với Lưu Bị. Lưu Bị vô cùng cảm kích.
Tam Quốc diễn nghĩa mô tả việc Triệu Vân phá vây cứu A Đẩu rất ly kỳ hấp dẫn. Bà vợ Lưu đi cùng A Đẩu lại không phải Cam phu nhân (mẹ đẻ A Đẩu) mà là My phu nhân (vợ thứ Lưu Bị). My phu nhân trao A Đẩu cho Triệu Vân rồi tự sát để khỏi vướng chân ông. Khi trở về, Lưu Bị đã vứt A Đẩu xuống đất mắng: "Vì mày suýt nữa ta mất một đại tướng!".
Trương Phi đứng chặn trên cầu Trường Bản, phá bỏ cầu và cầm mâu chờ nghênh địch. Quân Tào Thuần truy kích đuổi đến nơi. Một mình Trương Phi hùng dũng đứng cầm xà mâu quát lớn, không ai trong quân Tào dám tiến lên sang sông giao phong. Tào Thuần sợ Trương Phi có kế khác nên không dám liều lĩnh sang đánh. Nhờ đó Lưu Bị cùng các thủ hạ chạy thoát đến Hán Tân.
Tam Quốc diễn nghĩa kể rằng Trương Phi đứng trên cầu Trường Bản quát to tới mức làm viên tướng Hạ Hầu Kiệt của Tào Tháo sợ hãi ngã ngựa mà chết, bản thân Tào Tháo cũng sợ luống cuống bỏ chạy. Quân Tào phải rút lui.
Tào Tháo lấy mục tiêu chiếm Giang Lăng làm đầu, nên thúc quân tiến đến nắm giữ nơi đó, bỏ Lưu Bị không truy sát nữa. Do Tào Tháo đã chặn đường đi Giang Lăng, Lưu Bị chỉ còn cách đi sang phía đông để hội quân với Quan Vũ và Lưu Kỳ ở Hạ Khẩu (夏口) cùng bàn cách kháng cự.

## Hậu quả và ý nghĩa
Trong trận đụng độ này, Tào Tháo đã dùng đúng chiến thuật mà Tuân Úc vạch ra trước lúc lên đường. Tuy có đại quân nhưng Tào Tháo chỉ đưa vào trận đánh một số ít lực lượng tinh nhuệ nhất trong tay, có trang bị nhẹ và thiện chiến. Ngược lại, Lưu Bị tuy có đông quân hơn nhưng đang trong lúc rút chạy và phải chia ra hộ tống dân chúng, không thể hành quân gấp gáp và không thể tổ chức đội hình tác chiến, nên bị thua tan nát.
Thắng trận Trường Bản, Tào Tháo kịp thời ngăn chặn Lưu Bị tiến đến chiếm giữ vị trí chiến lược Giang Lăng để có ưu thế tuyệt đối trong cuộc chiến tranh giành Kinh châu. Tuy chiếm được gần trọn Kinh châu (chỉ còn quận Giang Hạ trong tay Lưu Kỳ) nhưng Tào Tháo chưa diệt được Lưu Bị. Thất bại Trường Bản khiến lực lượng Lưu Bị bị tổn hại nặng nề, mất nhiều người và binh khí, quân trang, không còn khả năng đương đầu với đại quân viễn chinh của Tào Tháo. Điều đó khiến Lưu Bị phải cử Gia Cát Lượng sang sứ Giang Đông cầu cứu họ Tôn hợp tác cùng chống Tào.
Về đời sống cá nhân, Lưu Bị cứu được vợ (Cam phu nhân) và con trai (A Đẩu) nhưng bị mất hai người con gái. Hai người này bị Tào Thuần bắt giữ, sau lấy con trai Tào Thuần. Mẹ mưu sĩ Từ Thứ đi cùng đoàn quân, cũng bị bắt. Tào Tháo biết Từ Thứ là người hiếu thảo, bèn lệnh cho Từ mẫu viết thư gọi con về hàng. Từ Thứ mang thư thuật lại sự việc với Lưu Bị, đành lòng xin về cứu mẹ. Lưu Bị đành phải để Từ Thứ ra đi.
Tam Quốc diễn nghĩa kể chuyện Từ Thứ xảy ra năm 207 trước trận Trường Bản. Từ Thứ giúp Lưu Bị đánh thắng quân Tào mấy trận khiến Tào Tháo bắt Từ mẫu và ép viết thư dụ con. Từ mẫu không chịu, chửi mắng Tào Tháo. Tào Tháo bèn sai mưu sĩ Trình Dục đi lại thăm hỏi Từ mẫu, rồi bắt chước nét chữ của Từ mẫu viết thành bức thư dụ Từ Thứ. Từ Thứ tưởng là thư của mẹ, bèn khóc từ biệt Lưu Bị trở về Hứa Xương. Trước lúc đi, Từ Thứ tiến cử Gia Cát Lượng. Về tới nơi gặp mẹ, Từ Thứ mới biết là thư giả. Từ mẫu phẫn uất tự sát.
Sử gia Tập Tạc Xỉ thời Nam Bắc triều luận về việc Lưu Bị không bỏ dân chúng Kinh châu trên đường đi Giang Lăng như sau:
Lưu Huyền Đức tuy tình cảnh đang trong lúc nguy nan, lại càng tuân thủ tín nghĩa, tình thế mười phần nguy bách, mà vẫn có thể không nói lỗi đạo; trọn nghĩa với Lưu Biểu là bạn cũ, không bội ước với người xưa, tình nghĩa cảm động ba quân. Bởi thế có không ít người nguyện một lòng cùng Lưu Bị chia sẻ hoạn nạn. Người ấy sau này có thể sáng lập nên đại nghiệp, có thể nói là đạo lý tất nhiên vậy.

## Trong Tam Quốc diễn nghĩa
Tào Tháo sau trận thua ở Tân Dã, giận lắm bèn đem quân đến lấy Phàn Thành. Lưu Bị bèn bỏ Phàn Thành, định vào Tương Dương nhưng bị ngăn cản nên phải đến Giang Lăng. Lưu Bị sai Quan Vũ đến Giang Hạ cầu cứu, Trương Phi đi chặn hậu còn Triệu Vân bảo vệ gia thuộc. Mỗi ngày chỉ đi được hơn 10 dặm.
Tào Tháo đem quân đến Kinh Châu, giết Lưu Tông rồi sai kị binh đuổi theo. Lưu Bị đem quân đến núi Cảnh Sơn. Quân Tào ùa đến, Lưu Bị liều chết cầm cự, may có Trương Phi bảo vệ vừa đánh vừa chạy, khi dừng lại thì thấy nhân dân và các tướng đã lạc hết. Trương Phi dẫn quân ra cầu Trường Bản, sai người chặt cành cây buộc vào đuôi ngựa cho bụi mù lên để làm nghi binh.
Triệu Vân lạc cả gia quyến Lưu Bị, bèn đi tìm, cứu được Cam phu nhân và My Chúc, giết tướng của Tào Tháo là Thuần Vu Đạo, cướp được gươm báu của Tào Tháo. Sau đó Triệu Vân gặp My phu nhân, được bà đưa con của Lưu Bị là Lưu Thiện cho, rồi My phu nhân gieo mình xuống giếng chết. Sau đó Triệu Vân tả xung hữu đột giữa quân Tào, đánh giết nhiều quân Tào. Tào Tháo thấy vậy bèn ra lệnh chỉ được bắt sống, không được bắn chết. Trong trận này, Triệu Vân mang được ấu chúa ra khỏi trận, chém gãy 2 lá cờ to, cướp 3 ngọn giáo, cướp được gươm Thanh Công của Tào Tháo, trước sau giết được hơn 50 danh tướng của quân Tào.
Triệu Vân thoát được đến cầu Trường Bản, nhờ Trương Phi cứu. Vân đem con trai Lưu Bị đến, Lưu Bị đỡ lấy rồi ném phịch xuống đất rồi bảo "vì thằng nhỏ này mà ta suýt mất 1 đại tướng".
Trương Phi đứng trên cầu Trường Bản, bảo ai dám ra đấu với mình. Quân Tào không ai dám tiến lên. Trương Phi quát to lần nữa, tướng của Tào Tháo là Hạ Hầu Kiệt đứt ruột, vỡ gan, nhã nhào xuống ngựa. Quân tướng Tào thấy thế ai cũng bỏ chạy cả. Trương Phi thấy vậy sai chặt cầu rồi sau đó Lưu Bị cùng các tướng chạy đến Giang Hạ.